# Квачёв, Роман Анатольевич
Рома́н Анато́льевич Квачёв (латыш. Romāns Kvačovs; род. 17 января 1980, Рига) — латвийский футбольный тренер.

## Биография
В начале 2010-х годов Роман Квачёв работал тренером в системе юношеского футбольного центра «Сконто», а также женской молодёжной сборной Латвии до 19 лет. В конце 2013 года он получил награду, как «лучший юношеский футбольный тренер/педагог Латвии 2013 года».
20 декабря 2013 года Роман Квачёв стал спортивным директором юношеской академии футбольного клуба «Елгава», а также возглавил фарм-клуб «Елгава-2» в грядущем сезоне чемпионата дублёров.
В 2015 году Роман Квачёв перешёл в систему футбольной школы «Метта», а также продолжил руководить, возглавленной годом ранее, женской юношеской сборной Латвии до 17 лет. С начала 2018 года являлся помощником тренера Лиене Вациете в женской команде школы «Метта». В мае 2020 года Роман Квачёв был назначен на пост главного тренера женской юношеской сборной Латвии до 15 лет.
10 августа 2021 года стало известно, что Роман Квачёв возглавит женскую сборную Латвии. Под его руководством сборная прошла путь от провального выступления в отборочном турнире на Чемпионат мира 2023 года до первой серии из трёх побед подряд в истории сборной в 2024 году. Несмотря на это, 27 декабря 2024 года стало известно, что Роман Квачёв не останется на посту главного тренера женской сборной после истечения контракта.
2 января 2025 года Роман Квачёв стал главным тренером женской команды кипрского футбольного клуба «Арис» из города Лимасол.